# Bouteloua media
Bouteloua media là một loài thực vật có hoa trong họ Hòa thảo. Loài này được (E.Fourn.) Gould & Kapadia mô tả khoa học đầu tiên năm 1964.